# Östtimors flagga
Östtimors flagga är röd med en svart och en gul spets vid den inre kanten, samt en vit femuddig stjärna i den svarta spetsen. Flaggan antogs vid Östtimors självständigheten 2002 och har proportionerna 1:2.

## Symbolik
Den röda duken representerar kampen för nationell befrielse. Gult står för spåren efter landets koloniala historia, och svart för de svårigheter folket står inför. Den vita stjärnan symboliserar framtidshoppet, och färgen vitt symboliserar fred.

## Historik
Efter att ha varit en del av det portugisiska kolonialväldet förklarade sig Östtimor självständigt den 28 november 1975. I samband med detta skapade självständighetsrörelsen Fretilin en flagga för den nya statsbildningen, som bortsett från proportionerna är identisk med dagens flagga. Den nya nationsflaggans färger och den vita stjärnan hämtades från Fretilins partiflagga. Kort efter självständigheten invaderade Indonesien landet, och efter att Östtimor åter blivit självständigt 2002 återinförde man de gamla nationalsymbolerna från 1975, däribland nationsflaggan.